# Drupadia rufotaenia
Drupadia rufotaenia är en fjärilsart som beskrevs av Hans Fruhstorfer 1912. Drupadia rufotaenia ingår i släktet Drupadia och familjen juvelvingar. Inga underarter finns listade i Catalogue of Life.

## Bildgalleri

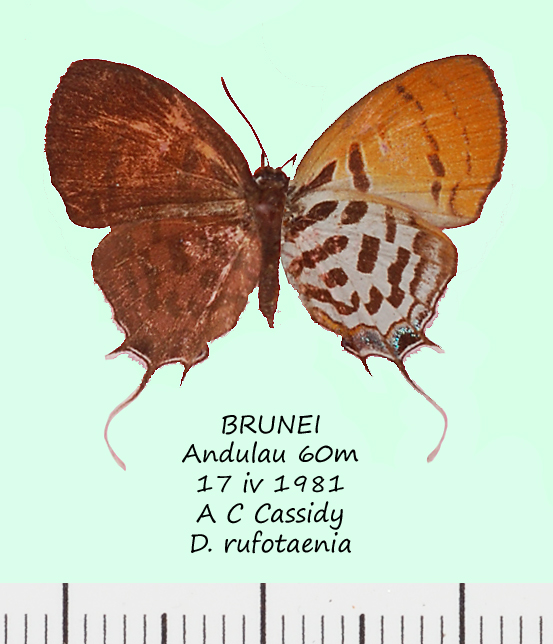